# Edificio José Miguel Carrera
El Edificio José Miguel Carrera es la sede del Ministerio de Relaciones Exteriores de Chile, ubicado en el barrio cívico, frente a la plaza de la Constitución, en la ciudad de Santiago. Fue construido entre 1937 y 1940 para albergar al Hotel Carrera, que funcionó en el lugar hasta su cierre en 2004.

## Historia
Fue construido por los arquitectos Josué Smith Solar y Josué Smith Miller como parte de la construcción del barrio cívico, y de los edificios que rodean el palacio de La Moneda. De estilo art déco fue uno de los primeros edificios en altura construidos en hormigón armado en el país.
Con 17 pisos, el Hotel Carrera tenía dos subterráneos y un techo jardín con una piscina para los huéspedes, dentro de los que se pueden contar la reina Isabel II y el papa Juan Pablo II. Durante el golpe de Estado de 1973, la azotea y las ventanas del hotel sirvieron para que reporteros europeos registraran el bombardeo a La Moneda.
En 2004 dejó de funcionar como hotel, y en 2005 pasó a ser la sede del Ministerio de Relaciones Exteriores, además de recibir el nombre de Edificio José Miguel Carrera. Para la habilitación de su nuevo uso se reformaron los servicios del hotel, y se desarmaron varias habitaciones para convertirlas en espacios de mayor tamaño.